# Baixa de Quintas
A entrada do bairro Baixa de Quintas, marcada com o Monumento de Salvador.
Baixa de Quintas, também chamada de Quintas, é um bairro da capital do estado brasileiro da Bahia.
Localizado entre o Dois Leões, Macaúbas (ao sul), Barbalho (a oeste), Cidade Nova (a leste) e Caixa D'Água (a norte), sua principal via de acesso dá-se justamente na confluência da avenida Barros Reis com a rua Cônego Pereira. As principais vias que cortam o bairro são a Estrada da Rainha, a rua Quinta dos Lázaros e rua General Argolo.[carece de fontes?]

## História
No lugar, afastado do núcleo onde desenvolvia-se a cidade do Salvador, então o centro principal do Brasil Colônia, construíram os jesuítas, no século XVI uma quinta - ou seja um local para descanso, imponente construção ainda existente e onde funciona o Arquivo Público da Bahia.
Esta Quinta secular deu nome ao bairro, hoje com estrutura residencial e comercial ativa. É ali que está localizado um dos mais antigos cemitérios da capital baiana: o Cemitério da Quinta dos Lázaros, como é conhecido - junto ao Cemitério da Ordem Terceira de São Francisco e ao Cemitério Israelita.

## Complexo de cemitérios
Construído a partir da década de 1850, após a epidemia de cólera morbus que assolou a cidade de Salvador, o cemitério da Quinta dos Lázaros divide o terreno com outras quatro necrópoles: dos Humildes de São Francisco, da Ordem Terceira de São Francisco e Ordem Terceira do Carmo. O cemitério israelita fora construído apenas no século XX. Situados no alto de uma encosta, esses cemitérios, segundo Clarival do Prado Valladares, foram projetos conforme “os conceitos sanitaristas e urbanísticos da época”. E, como aponta João José Reis, foram pensados para atender à demanda das irmandades e confrarias da cidade, devido a primazia da Santa Casa de Misericórdia da Bahia e seu cemitério do Campo Santo.
Ainda de acordo com Valladares, é característico desse conjunto de cemitérios a presença de “bromélias, crótons, filodendros e ervas [...] representativos da simbologia religiosa africana”, pois nessas necrópoles diversos líderes do candomblé foram sepultados ao longo do século passado.
Segundo Flávio Souza Batista, o complexo cemiterial foi construído, respectivamente, a partir de 1856 (Quinta dos Lázaros e Ordem Terceira de São Francisco), seguidos do cemitério dos Humildes de São Francisco, em 1857 e pelo da Ordem Terceira do Carmo, em 1877 que, contudo, só ficaria definitivamente concluído em 1919 com o término das obras do pátio da capela.